# Ulica Bałtycka we Wrocławiu
Ulica Bałtycka we Wrocławiu (Garten Strasse) – ulica położona w północnej części Wrocławia, w obrębie dawnej dzielnicy Psie Pole, pomiędzy osiedlami Różanka i Polanka. Łączy Mosty Osobowickie i ulicę Żmigrodzką . Stanowi czteropasmową, dwujezdniową arterię z torowiskiem tramwajowym zlokalizowanym w pasie rozdzielającym jezdnie. Długość ulicy wynosi 898 m  . Stanowi drogę gminną  o klasie drogi G.
Ulica została zaprojektowania pod koniec XIX wieku, po wybudowaniu w latach 1895-97 Mostów Osobowickich, jako droga łącząca nową przeprawę z tzw. Szosą Trzebnicką – Trebnitzer Chausse (obecnie ulica Żmigrodzka). Około roku 1925 wytyczono południowy fragment tej drogi, ale tylko w postaci ulicy osiedlowej, która kończyła się ślepo przy parceli obejmującej dawny folwark. Taki stan tej ulicy przetrwał do 1992 r. mimo znacznej rozbudowy obu otaczających ulicę osiedli w okresie powojennym. W 1992 r. zbudowano arterię w obecnym kształcie i tędy wyznaczono przebieg drogi krajowej nr 5 . Ulica przestała pełnić funkcję DK5 w wyniku zmiany przebiegu drogi krajowej nr 5 w granicach administracyjnych Wrocławia  i została zaliczona do dróg gminnych w 2013 r.   (nowy przebieg DK5 został wytyczony Śródmiejską Obwodnicą Wrocławia ).
Zabudowa ulicy, po wschodniej stronie, to osiedle wielokondygnacyjnych budynków, w znacznej części z wielkiej płyty – w tym tzw. osiedle mieszkaniowe Różanka, a po zachodniej stronie częściowo to zabudowa jednorodzinna i niska wielorodzinna. W pobliżu ulicy znajduje się Kościół Odkupiciela Świata, a w północnej części przy skrzyżowaniu z ulicą Żmigrodzką centrum handlowe.